# جورج إليسون
جورج إليسون (بالإنجليزية: George Ellison)‏ هو لاعب كرة قاعدة أمريكي، ولد في 24 يناير 1897 في سان فرانسيسكو في الولايات المتحدة، وتوفي بنفس المكان في 20 يناير 1978.

## وصلات خارجية
- جورج إليسون على موقعبيزبول رفرنس.كوم (الدوري الرئيسي) (الإنجليزية)
- جورج إليسون على موقعبيزبول رفرنس.كوم (الدوري الثانوي) (الإنجليزية)